# Higashimatsushima
Higashimatsushima (Japans: 東松島市, Higashimatsushima-shi, lett. 'Oost-Matsushima') is een stad in de prefectuur Miyagi op het eiland Honshu, Japan. Deze stad heeft een oppervlakte van 536,38 km² en telt begin 2008 ruim 43.000 inwoners.

## Geschiedenis
Higashimatsushima werd opgericht op 1 april 2005 na een de fusie van de gemeentes Naruse (鳴瀬町, Naruse-chō) en Yamamoto (矢本町, Yamoto-chō).

## Verkeer
Higashimatsushima ligt aan de Senseki-lijn van de East Japan Railway Company.
Higashimatsushima ligt aan de Sanriku-autosnelweg en aan de autoweg 45.

## Aangrenzende steden
- Ishinomaki